# Andrew MacMartin
Andrew MacMartin, né le 23 juillet 1972 à Montréal, est un triathlète professionnel canadien. Il remporte notamment la Coupe du monde en 1992, ex æquo avec Brad Beven.

## Biographie

### Jeunesse
Né le 23 juillet 1972 à Montréal, Andrew MacMartin passe une jeunesse « normale », jouant comme bon nombre de jeunes canadiens, au hockey sur glace. Il se montre « un peu agressif », car il « voulait tout faire ». Montrant un bon niveau en natation, en cyclisme et en course à pied, il se dirige vers le triathlon, mélange de ces trois disciplines. Étudiant en sciences sociales au collège Dawson, il arrête ses études pour se concentrer sur ses compétitions de triathlon. En 1989, il termine notamment quatrième des championnats du monde junior.

### Carrière professionnelle
Le triathlon devient la priorité du Montréalais en 1992, qui s'entraîne plus de quarante heures par semaine. Vainqueur de quatre étapes de la Coupe du monde, MacMartin, à seulement vingt ans, remporte la Coupe du monde, au même titre que Brad Beven, par égalité de points, avouant qu'il ne pensait pas la gagner pour sa première saison,. L'année suivante, il ne monte sur le podium que d'une seule étape.
En 1994, il retrouve le succès, s'imposant sur plusieurs triathlons, et terminant deuxième de la Coupe du monde de 1994,. Il disparait peu à peu des routes de triathlon dans les années suivantes, terminant deuxième à l'étape de Coupe du monde de Southampton en 1995, et décrochant le titre de champion du Canada en 1996.
Andrew n'a pas d'entraîneur, il préfère avoir l'entière maîtrise aussi bien corporelle que psychologique, c'est pour cette raison qu'il a choisi le triathlon, un sport pas uniquement physique mais aussi le fruit d'une union entre le corps et l'esprit. Il est décrit comme « un garçon calme, lucide et discipliné ».

### Vie privée
Né à Montréal, Andrew MacMartin passe son enfance à Westmount, au Québec. Il est l'aîné d'une fratrie de trois enfants ; son père est le président de la société Constar, sa mère est mère au foyer. Andrew travaille maintenant à Dollarama LP qui a son siège à Montréal, il est le vice-président de cette société qui détient et exploite un réseau de magasins de grande distribution au Canada.

## Palmarès
Le tableau présente les résultats les plus significatifs (podium) obtenus sur le circuit international de triathlon depuis 1992.
| Année | Compétition                                 | Pays        | Position           | Temps           |
| ----- | ------------------------------------------- | ----------- | ------------------ | --------------- |
| 1996  | Championnat du Canada                       | Canada      | Médaille d'or      | Timing          |
| 1995  | Coupe du monde - l'étape de Southampton     | Royaume-Uni | Médaille d'argent  | 1 h 55 min 42 s |
| 1994  | Coupe du monde - Classement Général         |             | Médaille d'argent  |                 |
| 1994  | Coupe du monde - l'étape de Whistler        | Canada      | Médaille de bronze | 1 h 48 min 6 s  |
| 1994  | Coupe du monde - l'étape de Saint-Sébastien | Espagne     | Médaille d'argent  | 1 h 49 min 13 s |
| 1994  | Coupe du monde - l'étape de Wilkes-Barre    | États-Unis  | Médaille d'argent  | 1 h 54 min 9 s  |
| 1994  | Coupe du monde - l'étape de Cleveland       | États-Unis  | Médaille de bronze | 1 h 48 min 59 s |
| 1993  | Coupe du monde - l'étape de Whistler        | Canada      | Médaille de bronze | 1 h 49 min 26 s |
| 1992  | Coupe du monde - Classement Général         |             | Médaille d'or      |                 |
| 1992  | Coupe du monde - l'étape de Säter           | Suède       | Médaille d'or      | 1 h 54 min 33 s |
| 1992  | Coupe du monde - l'étape de Portaferry      | Irlande     | Médaille de bronze | 1 h 48 min 32 s |
| 1992  | Coupe du monde - l'étape de Salvador        | Brésil      | Médaille d'or      | 1 h 57 min 50 s |
| 1992  | Coupe du monde - l'étape d'Ixtapa           | Mexique     | Médaille d'or      | 1 h 55 min 21 s |
| 1992  | Championnat du Canada                       | Canada      | Médaille d'or      | 1 h 50 min 47 s |